# Lévis-Saint-Nom
 Lévis-Saint-Nom  es una comuna y población de Francia, en la región de Isla de Francia, departamento de Yvelines, en el distrito de Rambouillet y cantón de Chevreuse.
Su población en el censo de 1999 era de 1.696 habitantes.
No está integrada en ninguna Communauté de communes.

## Demografía
| 738 | 660 | 1030 | 1428 | 1593 | 1696 |
| Para los censos de 1962 a 1999 la población legal corresponde a la población sin duplicidades (Fuente: INSEE [Consultar]) |     |      |      |      |      |